# リヴィアのゲラルト
リヴィアのゲラルト（ポーランド語: Geralt z Rivii、英語: Geralt of Rivia）は、ポーランドの作家アンドレイ・サプコフスキによるファンタジー小説ウィッチャーシリーズに登場する主人公で、架空の人物。作中世界において、怪物退治（モンスタースレイヤー）の専門家で、人為的に肉体を変異させて身体能力を強化した「ウィッチャー」と呼ばれる存在の一人。なお、「リヴィア」は作中の地名で、本名は「ゲラルト」という名前のみ。
小説を原作としたポーランドのゲーム会社CD Projekt REDが開発及び販売したテレビゲーム「ウィッチャーシリーズ」の主人公としても知られる。また、映像化もされており、映画『ヘクサー』とテレビシリーズ『コンクエスタドール』でミハウ・ジェブロフスキが、Netflixのテレビシリーズ『ウィッチャー』の1-3シーズンまではヘンリー・カヴィルが演じている。

## 作中の来歴
リヴィアのゲラルトは、ウィッチャーシリーズの最初の作品となる短編『ウィッチャー』（短編集『最後の願い』収録）で初登場した。『最後の願い』と『運命の剣』に収録された短編が発表された後、1994年に長編『エルフの血脈』が刊行され、1999年の長編5作目『湖の貴婦人』まで続いた。この長編5作が「ウィッチャー・サーガ」とも呼ばれる本編となっており、短編集のエピソードは本編以前の前日譚という扱いになっている。

### 本編開始以前
ゲラルトは作中世界において怪物を退治するために、魔法などを用いて肉体を変異させたウィッチャーと呼ばれる元人間である。作中世界の暦で1160年に、元々、貧しいが普通の家庭で生まれたゲラルトは、母ヴィセンナが、かつてウィッチャーと交わした契約に従って幼少時に熟練のウィッチャーであるヴェセミルに引き渡された。そしてウィッチャーの狼流派の本拠地であるケィア・モルヘンへ連れて行かれ、そこで死に至る可能性も高い、魔法と薬物を用いた肉体変異の施術（草の試練）を受ける。これにより、怪我や毒物、病気に対する高い耐性を獲得し、老化の遅延など高い肉体能力を得る。一方で、肌は青白く、髪は白くなり、瞳は獣のようなウィッチャー独特の、人々から恐れられる容姿となる。また、後々、この容姿から「白狼」（はくろう）の異名で呼ばれることになる。その後は、成人するまで、怪物退治のために様々な怪物に対する専門知識や、剣術を主体とする戦闘術を学ぶ。
すべての訓練を修了すると一人前のウィッチャーと認められ、狼のメダリオンを授与され、ウィッチャーの在り方である、各地で依頼を受けて怪物を倒す放浪の旅へと出る。この時、ゲラルトは師であるヴェセミルの助言に従い、姓として「リヴィア」を名乗り始める。リヴィアは、北方諸国の1つであるライリア国にある町の名だが、この時点においてゲラルトとは何の所縁もない。後の冒険において、ライリアのメーヴ女王を助けたことで、同国の騎士として正式にリヴィアの姓（称号）を賜る。
ウィッチャーは普通の人々から、彼らを悩ます怪物を退治して報酬を得ることを生業としているが、ウィッチャー自体もまた、人々から人の感情を失った化物と恐れられている。ゲラルトも例外ではなく、彼は職務に忠実で政治事には中立の立場を心がけるが、時に理不尽な扱いも受ける。特に、ある町ブラビケンにおいて、究極の選択を迫られ、住民たちを害そうとしている荒くれ者たちを、事が起きる前に白昼の町中で惨殺した。これを、守ろうとした住民たちから恐れられて町から追放され、「ブラビケンの殺し屋」というあだ名で呼ばれるようになる。他方で、ゲラルトは、相手が怪物とみなされる存在であっても、意思疎通ができ、人を害す意思がなければ、その生命を守る行動をとることもある。
ウィッチャーとして長年にわたり活躍し、名声も悪名もゲラルトの名が大陸に広く知られるようになった1252年、歴史ある大国シントラにおいて、パヴェッタ王女の婿取りの晩餐会に客人として参席することになる。この時、呪いを受けた男ダニーの登場で起こった騒動の解決に一役買ったゲラルトは報酬として、「驚きの法」に基づく、この後に不意に手に入れたモノを要求する。この直後にパヴェッタが既にダニーとの子を身籠っていたことが判明し、報酬はその子供となる。この子が後のシリ（本名シリラ）であり、本編における、シリを守る運命に紐付けられることになる。

### 本編（原作長編）
原作本編は1263年に、シントラが、近年急速に国力を高めた、南方の覇権国家ニルフガード帝国の侵攻を受けたところから始まる（北方戦争）。帝国はシントラを滅ぼすものの、王城陥落直前に脱出・逃亡した幼い王女であるシリラ（シリ）を何故か執拗に狙っており、行方を探す。ゲラルトはかつての盟約に従い、シリを守ろうと奔走する。やがて、シリは、「古き血脈」と呼ばれる太古の強力な魔術師であったエルフの末裔であることや、実際に「源流」とも呼ばれる強力な魔法の才能を宿していることなどが判明していく。一方では、そのシントラ王家の正統後継者という血筋によって、ニルフガードと北方諸国の戦争で、その身柄を手に入れれば自陣営を有利にすると考えられ、帝国以外の各国からも狙われるようになる。また、第三勢力として謎の黒幕も、凶悪な魔術師である手下を使ってシリの行方を追わせる。
ゲラルトは、元恋人である女魔術師イェネファーと共に、実の娘のようにシリを守り、育てる。シリは自分をウィッチャーだと自認し、怪物退治の方法や、剣技を主体とした戦闘術を学んでいく。一方ではその強大な魔法の扱い方をイェネファーから学ぶ。
ゲラルトは、謎の黒幕の正体を追って、最終的には、それが魔法院の有力者で、ニルフガードに内通する魔術師ヴィルゲフォルツであることを突き止める。魔術師としても武芸者としても一流であるヴィルゲフォルツにゲラルトは一度敗れる。その後、ゲラルトは行方不明になったシリを探して大陸を旅し、旧友ダンディリオンほか、ミルヴァ、カヒル、レジス、アングレームといった仲間を得る。また道中ではエルフの賢者アヴァラックと出会い、彼からシリの子がやがて世界を崩壊から救う重要な存在であることなどを教えられる。やがてヴィルゲフォルツの拠点スティガ城を突き止めたゲラルトは、仲間たちと城に突入する。仲間たちが戦死していく中、ゲラルトは囚われていたシリとイェネファーを救出する。最後の戦いにおいてゲラルトはイェネファーと共に宿敵ヴィルゲフォルツを倒す。
その直後、ニルフガード皇帝エムヒルが現れ、その正体がダニーであり、シリの実父であると判明する。エムヒルはヴィルゲフォルツに教えられた予言に従い、実娘であるシリとの間に子を成そうと考えていたが、最終的には諦め、ゲラルトら3人を解放する。
こうして物語はハッピーエンドを迎えたように思われたが、間もなくゲラルトはリヴィアで起きた暴動に巻き込まれて命を落とす。さらに彼を助けようとしたイェネファーも命を付き果たして倒れる。この結末に納得できないシリは、能力を使い、2人の遺体を船に乗せて霧の湖を進む。最終的に未知の場所（アヴァロンであることが示唆される）において、ゲラルトとイェネファーが目を覚ましたところで、物語は終わる（1267年の出来事）。

### 本編後（ゲーム版）
CD Projekt REDによるゲーム版では、本編以降の出来事が、原作者監修の元で展開される（正当な続編か番外編かは明確ではない。詳細は#ゲーム版を参照）。
1270年。ケィア・モルヘン近くで、3年前のリヴィアの暴動で死んだと思われていたゲラルトが突如現れる。ゲラルトは記憶を失っており、行方不明中に何があったのかはわからない。さらに何故かワイルドハントと呼ばれる謎多き幽鬼の集団に狙われており、旧知の女魔術師トリス・メリゴールドに救われる。間もなくして、肉体変異の方法を狙ったサラマンドラと呼ばれる賊の集団にケィア・モルヘンが襲撃される。殺された仲間の仇と、ウィッチャーの秘法を回収するため、ゲラルトはサラマンドラの行方を追い、テメリア王国の首都ヴィジマに向かう。同地では本職である怪物退治を行う傍ら、聖なる炎教団の私兵である炎の薔薇の騎士団や、非人間族のゲリラ集団スコイア＝テルの争いに巻き込まれるなどする。やがてサラマンドラに壊滅的な被害を与えるが、彼らの組織にはテメリアの王女アッダが関わっており、関与の発覚を恐れた彼女の追手に命を狙われる。最終的には真の黒幕であった炎の薔薇騎士団長を倒し、テメリア王フォルテストより称賛を受ける。また、ゲラルトはフォルテストを狙う謎の暗殺者を退けたことで、彼の強い信頼を得て、専属の護衛役として雇われる（『ウィッチャー1』）。
1271年。再びフォルテスト王の命が狙われ、今度はゲラルトは防げず、王は殺されてしまう。しかも、現場の状況からゲラルトが王殺しの犯人とみなされる。国王の直属部隊「刺青隊」の長ヴァーノン・ロッシュの手助けで窮地を脱したゲラルトは、身の潔白を証明するため、真犯人探しの旅に出る。この旅ではダンディリオンやゾルタンら旧友たちとの再会もはたし、また部分的に1270年以前の記憶も取り戻していく。思い出した記憶では、ゲラルトはワイルドハントに囚われたイェネファーを救おうと、蛇流派のウィッチャーのレソと各地を放浪したこと、最終的にイェネファーの解放を条件にワイルドハントの軍門に降って記憶を失ったことなどが明かされる。そして物語終盤、暗殺者の正体は、ニルフガードに雇われたレソであったことが判明し、それを証明してゲラルトの身の潔白は証明される。間もなくしてニルフガードは北方諸国への宣戦布告を行い、かつて阻まれた北方への侵攻が始まることが予告されて終わる（『ウィッチャー2 王の暗殺者』）。
1272年。記憶を完全に取り戻したゲラルトは恋人イェネファーの行方を探して、ニルフガードに滅ぼされたテメリアを探索する。やがてイェネファーと再会するも、彼女は仇敵であるニルフガード皇帝エムヒルに仕えて、シリの行方を探していた。シリはワイルドハントに追われており、姿を消しているという。シリを守るため、ゲラルトは不本意ながらニルフガードのバックアップを受けて、戦争で荒廃した北方地域を巡る旅に出る。ゲラルトは各地に残るシリの痕跡を追う中で、ワイルドハントによって異形の姿に変えられていた、エルフの賢者アヴァラックと再会する。ワイルドハントの王エレディンが崩壊する自分たちの世界から、別世界に侵攻するために、シリの力を欲していると教えられたゲラルトは、シリを守るためにワイルドハントと決着をつけることを決める。ワイルドハントを迎え撃つため、ゲラルトは、これまでの冒険において得た味方や友のみならず、敵だった者たちの力も借りて最後にエレディンを討ち果たす（『ウィッチャー3 ワイルドハント』）。
ウィッチャー3は、完結編かつ、それまでの冒険の選択肢によって変わるマルチエンディングであるため、その後の展開は定まっていない。ただ、ゲームシリーズ10周年記念トレーラーにおいては、トゥサンにある邸宅コルヴォ・ビアンコにおいて、イェネファーまたはトリスと共に穏やかで幸福な生活を送る様子が描かれている。

## 評価

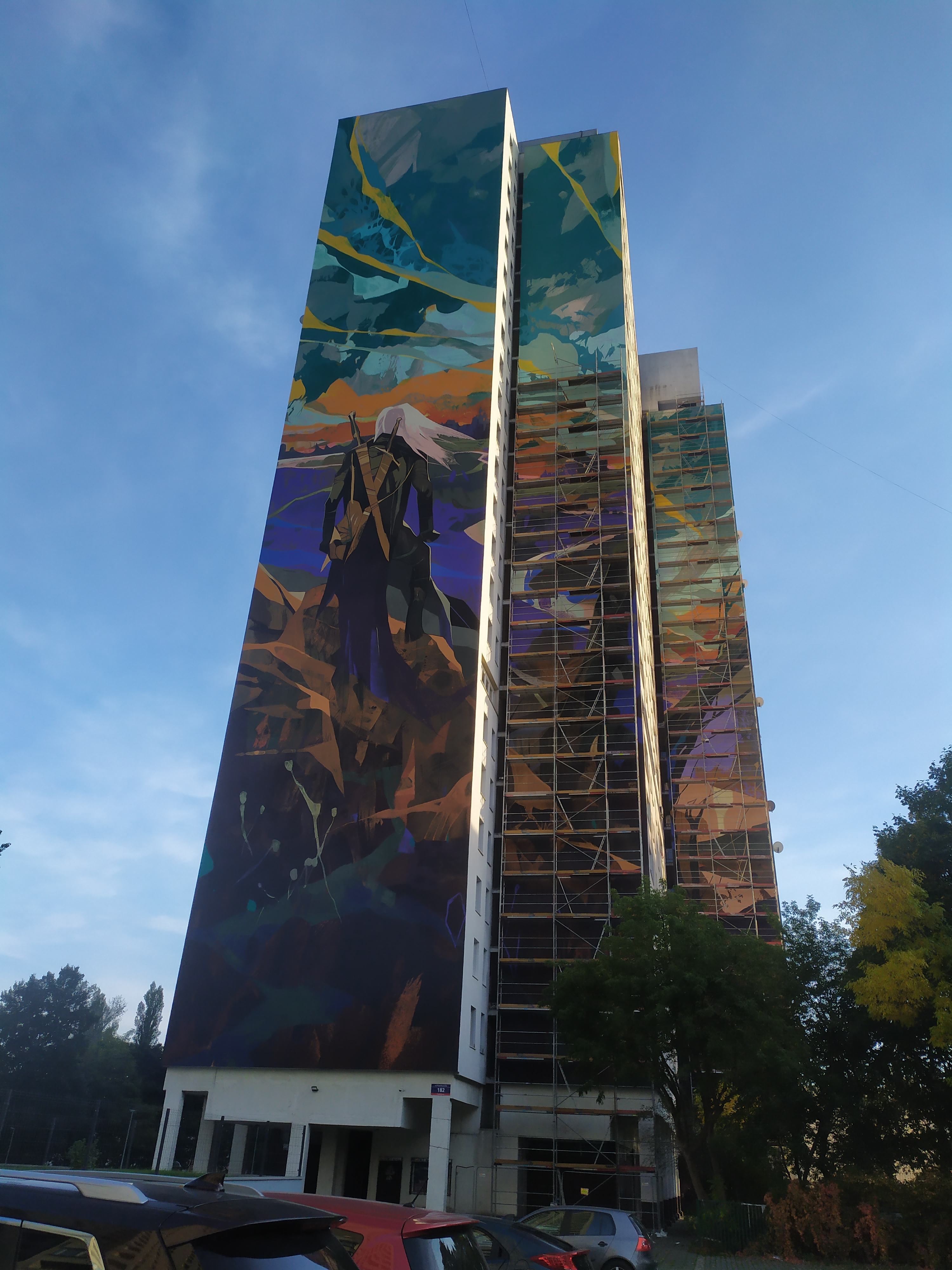
サプコフスキの故郷であるポーランドの Łódź に登場したゲラルトの壁画

Péter Aporはゲラルトは1990年代のポーランドの大衆文化における「新自由主義的反政治」の精神を象徴したものだと評した。具体的にはプロフェッショナルの職務遂行者であり、政治問題による「つまらない諍い」への関与を避ける点を挙げている。
著者のサプコフスキは、個人として政治を嫌い、自身の著作を政治的に中立であると考えているという。
ドミニカ・オラムス (当時は旧姓マテルスカ名義) は、ゲラルトをレイモンド・チャンドラーが創作した代表的キャラクターであるフィリップ・マーロウに擬えている。
ダヴィト・マトゥシェク (Dawid Matuszek) は、ゲラルトのジェンダーとセクシュアリティについて論じ、ゲラルトは明らかに多くの男性的特徴がみてとれるが、より深く分析すると女性的要素も見られると述べている。
2018年にGamesRadar誌で行われたビデオゲーム史上最高のヒーローにおいて、第6位にランクインされた。
同年にはTom's Guideにおいて、「オールタイム・ビデオゲームキャラクター・トップ25」に選出されている。

## メディア展開

### 実写版・アニメ版
ポーランドではシリーズの実写作品として『ヘクサー』と『コンクエスタドール』が作成され、ゲラルト役をミハウ・ジェブロフスキが演じた。また、後述のNetflix版のポーランド語吹き替え版もジェブロフスキが担当している。
2019年からNetflixによるテレビドラマシリーズ『ウィッチャー』の放送が開始された。このドラマではゲラルトをヘンリー・カヴィルが演じている。この作品で原作者のサプコフスキはクリエイティブ・コンサルタントを務めている。2023年のシーズン3まででカヴィルが降板、及びシーズン4以降はリアム・ヘムズワースがゲラルト役を引き継ぐと発表されている。また、シーズン1では少年時代のゲラルトとして子役のトリスタン・ルジェリ（Tristan Ruggeri）が演じている。日本語吹替版ではゲラルトの声を東地宏樹が担当している。
アニメ作品『ウィッチャー 狼の悪夢』では少年時代のゲラルト役としてHarry Hissrichが声を担当している。

### ゲーム版

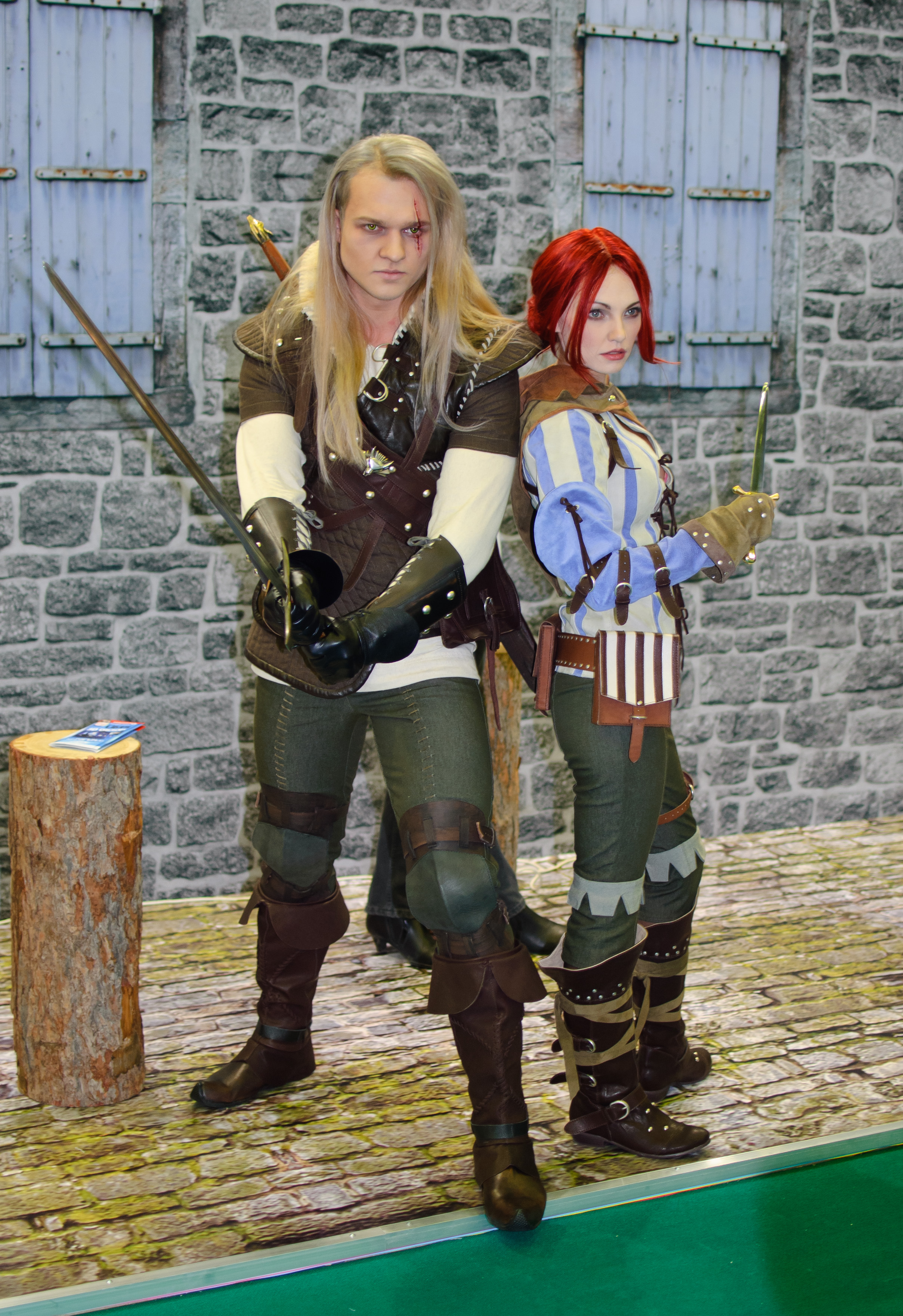
ゲームに登場した外見でのゲラルトとトリスのコスプレ

ポーランドのゲーム会社CD Projekt REDによって、2007年よりウィッチャー三部作（『ウィッチャー1』『ウィッチャー2 王の暗殺者』『ウィッチャー3 ワイルドハント』）が製作された。いずれもゲラルトを主人公とし、オリジナル版（ポーランド語）の声をJacek Rozenek、日本語版を山路和弘、英語版をダグ・コックルが務めている。特に3作目の『ワイルドハント』は、世界的な人気が高く、様々なゲーム・オブ・ザ・イヤーなど、権威あるものも含め、数多くのゲーム賞を受賞した。
このウィッチャー三部作は、本編の終わり（リヴィアの暴動）から3年後を舞台として始まり、ゲラルトは生きていたことになっている。原作者のサプコフスキは監修として3作すべてに関わっているが、これを正史とみなすかは不明確である。サプコフスキは、ゲームはそれ自体が単独の作品であって「番外編（alternative version）」とも続編ともみなすことはできない、「なぜなら、これはゲラルトの生みの親によってのみ語ることができるものだから。（例えば）アンドレイ・サプコフスキとかね」と述べている。
ゲームの人気を受けて、シリーズ以外の作品にも登場することがあり、『ソウルキャリバーVI』（2018年）、『モンスターハンター：ワールド』（2018年）、『DAEMON X MACHINA』（2019年）にもゲストキャラクターとしてゲラルトが登場している。

## 影響

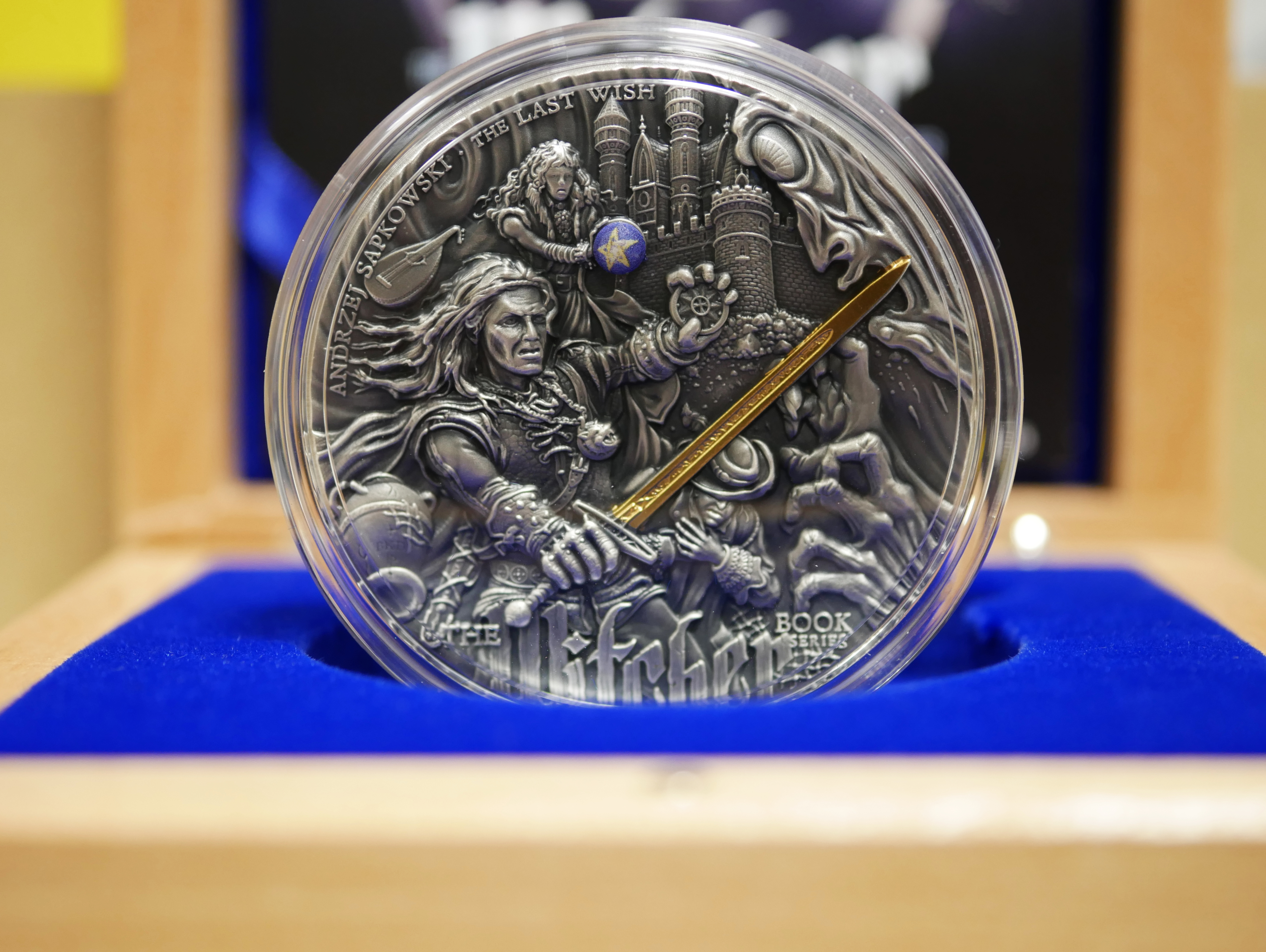
ゲラルトが描かれた記念硬貨

2018年、原作者サプコフスキの70歳の誕生日を記念して、彼の故郷であるウッチにある広場にリヴィアのゲラルトにちなんだ名称が付けられた。
2019年、グダニスク造幣局はサプコフスキと共同で、記念硬貨のシリーズを発行を開始した。
最初のコインは短編集『最後の願い』をテーマにしたデザインとなっており、ゲラルトが描かれている。その後に発行されたものは、ウィッチャーシリーズの各巻を意匠したものとなっている。
2021年10月、ウッチの26階建ての高層アパートの壁面にゲラルトの絵が描かれた。これは高さ70メートル、壁3面にまたがり、面積はのべ約2,000平方メートルで世界最大級の壁画であった（ポーランドでは最大だった）。この絵は、ドイツ・ロマン主義の画家カスパー・ダーヴィト・フリードリヒの代表作である『雲海の上の旅人』（1818年）を元にしたデザインとなっている。